# Мейеровиц, Уильям
Уильям Мейеровиц (англ. William Meyerowitz, 1887, 1898 или 1893, Екатеринослав — 1981) — американский художник, известный своими картинами и гравюрами.

## Биография
Уильям Мейеровиц родился в Екатеринославе 15 июля 1887 года. Он и его отец иммигрировали в Нью-Йорк в 1908 году и поселились в Нижнем Ист-Сайде. Уильям изучал офорт в Национальной академии дизайна. В студенческие годы пел в хоре Метрополитен-оперы. Он был связан с Народной художественной гильдией, организацией, возглавляемой профессором Джоном Вайшелем, Робертом Генри и Джорджем Беллоузом, которая несла искусство непосредственно бедным людям. Именно благодаря работе с Народной художественной гильдией он познакомился со своей женой, художницей Терезой Бернштейн. Лето пара проводила в художественной колонии Глостера, штат Массачусетс, а остальное время года — в Нью-Йорке. Оба художника были учредителями Общества независимых художников.
Судья Верховного суда Оливер Уэнделл Холмс дал ему свой первый портретный заказ, и он выполнил портреты нескольких судей Верховного суда. Он создал фреску для почтового отделения в Клинтоне, штат Коннектикут. Уильям умер в 1981 году в Нью-Йорке.
Его произведения искусства находятся в постоянных коллекциях Метрополитен-музея, Музея современного искусства, Музея Уитни, Музея Пибоди Эссекс, Бруклинского художественного музея и Смитсоновского музея американского искусства.